# Списак задужбина у Србији
Списак задужбина у Србији представља списак задужбина на територији Републике Србије.  
Под задужбином се обично сматра здање или установа изграђена добровољним прилогом једне или више утицајних особа.  
- Задужбина капетан Мише Анастасијевића
- Задужбина Душана Грујића
- Задужбина Илије М. Колoарца
- Задужбина Ђоке Влајковића
- Задужбина Евгеније Кики
- Задужбина Веселина Лучића
- Задужбина Влајка Каленића
- Задужбина Персе и Ристе Миленковић
- Задужбина Николе Спасића
- Задужбина Драгољуба Маринковића
- Задужбина Миливоја Јовановића и Луке Ћеловића
- Задужбина Симе Андрејевића Игуманова
- Задужбина Раде и Милана Вукићевића
- Задужбина Љубице М. Здравковић
- Задужбина Драгољуба Маринковића
- Задужбина Светозара Видаковића и жене Магдалене
- Задужбина „Луке Ћеловића - Требињца“
- Задужбина Глише и Марије Ракић из Земуна
- Задужбина Гашић др Живана
- Задужбина Веселина Лучића
- Задужбина Драгице и Михаила Срећковића
- Задужбина Димитрија и Анке Наумовић
- Задужбина Голуба Јанића и Самуила Јанића
- Задужбина Анђелка Савића
- Задужбина Иве Андрића